# Osbert Molyneux (6e comte de Sefton)
Osbert Cecil Molyneux (21 février 1871 - 16 juin 1930) est un courtisan britannique et homme politique libéral. Il est maître du cheval sous Henry Campbell-Bannerman de 1905 à 1907.

## Jeunesse
Molyneux est le deuxième fils de William Molyneux (4e comte de Sefton), et de son épouse l'honorable Cecil Emily Jolliffe (1838–1899), cinquième fille de William Jolliffe (1er baron Hylton). Il est nommé lieutenant dans le 2e Life Guards. Démissionnant de l'armée régulière, il est nommé capitaine surnuméraire dans le Lancashire Hussars Imperial Yeomanry le 4 juin 1902.

## Carrière politique
Lord Sefton devient comte en décembre 1901 à la mort prématurée de son frère aîné, hérite de Croxteth Hall et prend son siège à la Chambre des lords. En avril 1902, il est nommé sous-lieutenant du Lancashire. Lorsque les libéraux arrivent au pouvoir sous Henry Campbell-Bannerman en décembre 1905, Sefton est nommé maître du cheval et admis au Conseil privé en janvier 1906. Il continue comme maître du cheval jusqu'en septembre 1907. En 1926, il est nommé Chevalier Grand-Croix de l'Ordre royal de Victoria .

## Famille
Lord Sefton épouse Lady Helena Mary Bridgeman, fille de George Bridgeman (4e comte de Bradford), le 8 janvier 1898. Ils ont trois enfants :
- Hugh Molyneux (7e comte de Sefton) (1898 - 1972).
- Cecil Richard Molyneux (1899 - 1916), tué au combat à bord du HMS Lion à la bataille du Jutland pendant la Première Guerre mondiale.
- Evelyn Molyneux (1902 - 1917), est décédée jeune.

Lady Helena Sefton est une tante de la princesse Alice, duchesse de Gloucester. L'épouse du fils du roi George V le prince Henry, duc de Gloucester écrit à propos de sa tante Helena : "Bien avant la Première Guerre, elle a choqué ses relations en portant un pantalon et en partant en chasse au gros gibier avec un petit ami - inutile de dire, c'est le pantalon qui a provoqué le pire scandale. Pendant la dernière guerre, elle conduisait des camions, même si elle avait alors plus de soixante-dix ans. Elle était terriblement dévouée aux bonnes œuvres et une personne très religieuse. J'ai été très impressionné quand elle m'a emmené une fois à la cantine des docks où elle aidait souvent à préparer le petit-déjeuner pour les marins marchands qui étaient venus la veille ou à l'aube." 
Lord Sefton meurt en juin 1930, à l'âge de 59 ans, et est remplacé dans le comté par son fils aîné Hugh.